# Mirbelia baueri
Mirbelia baueri es una especie de planta floral del género Mirbelia, familia Fabaceae, orden Fabales.

## Distribución
Se distribuye por Queensland, Australia.

## Taxonomía
Fue descrita por (Benth.) Joy Thomps. y publicada en Proc. Linn. Soc. New South Wales 83: 188 (1958).